# Coenraad Mel
Coenraad Mel (Gudensberg, 14 augustus 1666 - Bad Hersfeld, 3 mei 1733), ook wel bekend als Conrad Mel en Conradius Mell,  was een Duits theoloog.

## Leven en werk
Mel studeerde o.a. in Groningen en was predikant in Koerland, Memel, Koningsbergen en Bad Hersfeld.
Tijdens zijn studie theologie aan de universiteit van Bremen werd hij sterk beïnvloed door de lokale, in Holland opgeleide, calvinistische theoloog Theodor Undereyck. 
Mel was een aanhanger van het calvinisme, en verspreidde piëtistische opvattingen.  Koenraad geloofde in de  juistheid van de absolute predestinatieleer, en dat de mens na de zondeval van Godswege beschikbare kennis, zie: Boek van de natuur, was kwijtgeraakt.  Het effect van de erfzonde, waardoor de mens in het zweet zijns aanschijns zijn brood moest verdienen, kon en mocht worden verzacht door technische en wetenschappelijke  vooruitgang na te streven.
Mel wordt door een aantal latere commentatoren beschouwd als een theoloog, die dichtbij de opvattingen van Johannes Coccejus en van de Nadere Reformatie stond. 
Op de principes van zijn theologische opvattingen gebaseerd, voerde hij hervormingen door aan het gymnasium van de stad Hersfeld, waarvan Koenraad Mel sinds 1705 rector was, o.a. door de jongens aan die school ook moderne talen, wis- en natuurkunde  te onderwijzen.  Ook stichtte hij in 1709 een weeshuis,  met school, in de stad, en hield zich bezig met onderzoek op het gebied van de verbetering van de techniek op agrarisch gebied. Mel onderhield o.a. hierover een briefwisseling met Gottfried Wilhelm Leibniz. Zijn initiatieven werden, ook financieel,  ondersteund door de landheer,  landgraaf Karel. Eén van zijn initiatieven ter verbetering van de voedselvoorziening in Hessen was de introductie omstreeks 1710 van de verbouw van de aardappel als landbouwgewas.